# Karabin AR-18
AR-18 – amerykański karabinek automatyczny.

## Historia
W latach 50. XX wieku w Stanach Zjednoczonych, wzorem innych krajów, trwały prace nad opracowaniem naboju pośredniego. W 1957 opracowano w oparciu o nabój cywilny .222 Remington Magnum nabój oznaczony .223 Remington (5,56 × 45 mm). Pracujący w firmie Armalite Eugene Stoner przystosował swój karabinek AR-10 do zasilania nową amunicją. Nowa amunicja sprawiła, że karabinek oznaczony jako AR-15 miał minimalny odrzut, a umieszczenie kolby na przedłużeniu lufy (tak zwany liniowy układ broni) sprawiło, że karabinek był łatwy do opanowania przy strzelaniu.
Testy wojskowe wykazały jednak, że celność karabinka jest niska. Ciągłe problemy z bronią sprawiły, że w 1959 Armalite sprzedała prawa patentowe nowego karabinka firmie Colt’s Patent Firearms Manufacturing Company. W 1960 Stoner także przeniósł się do Colta. W tym samym roku poradzono sobie z problemem celności AR-15. Okazało się, że źródłem problemów był źle dobrany skok gwintu lufy. Po zmianie skoku gwintu karabinek uznano za gotowy do produkcji seryjnej i rozpoczęto promocję broni która po przyjęciu do uzbrojenia United States Armed Forces otrzymała oznaczenie M16.
Po sprzedaniu praw do AR-15 Coltowi w Armalite rozpoczęto prace nad alternatywnym karabinkiem kalibru 5,56 mm. Skonstruowany przez George’a Sullivana, Arthura Millera i Charlesa Dorchestera karabinek otrzymał oznaczenie AR-18. W odróżnieniu od Stonera który w AR-15 położył nacisk na zmniejszenie masy broni i w tym celu zastosował komorę zamkową wykonaną z aluminium oraz układ bez tłoka gazowego konstruktorzy AR-18 największy nacisk położyli na zmniejszenie kosztów produkcji i niezawodność broni. Dlatego zastosowali komorę zamkową wykonaną ze stalowych wytłoczek cięższą, ale tańszą w produkcji od aluminiowej i układ z krótkim skokiem tłoka gazowego zapewniający większą niezawodność.
Po przyjęciu do uzbrojenia amerykańskich sił zbrojnych M16 prace nad AR-18 straciły tempo. W latach 1969–1972 był on produkowany seryjnie w wersji samoczynnej AR-18 (oferowanej służbom federalnym) i samopowtarzalnej AR-180 (sprzedawanej na rynku cywilnym). Karabinek sprzedawał się na rynku amerykańskim słabo, ale licencję na jego produkcję udało się sprzedać brytyjskiej firmie Sterling i japońskiej Howa. Obie te firmy produkowały głównie przeznaczoną na rynek cywilny wersję samopowtarzalną AR-180 (niewielkie ilości samoczynnego Sterlinga AR-18 znalazły się na uzbrojeniu SAS). Wersja AR-180 była bronią bardzo popularną w Wielkiej Brytanii szczególnie wśród zawodników uprawiających konkurencję Karabinu Praktycznego (obecnie posiadanie długiej broni samopowtarzalnej jest w Wielkiej Brytanii nielegalne). AR-180 był także bronią popularną wśród terrorystów IRA (zwłaszcza po modyfikacjach umożliwiających strzelanie seriami).
W latach 80. pojawiło się kilka karabinków o budowie wzorowanej na AR-18. Były to tajwański Type 64 (łączący rozwiązania AR-18 i M16), singapurski SAR-80, japoński Howa 89-Shiki i zbudowany w układzie bullpup brytyjski L85. W 2001 przedsiębiorstwo Eagle Arms będące właścicielem praw do marki ArmaLite zaczęło sprzedawać na rynku cywilnym karabinek AR-180B. Jest to zmodyfikowana wersja AR-18 wyposażona w komorę spustową z tworzywa sztucznego mieszczącą mechanizm uderzeniowo-spustowy przejęty z M16. AR-180B jest zasilany z magazynków zgodnych ze STANAG 4179.

## Opis
AR-18 jest bronią samoczynno-samopowtarzalną. Zasada działania oparta na odprowadzaniu gazów prochowych przez boczny otwór lufy, z krótkim skokiem tłoka gazowego. Zamek ryglowany przez obrót, posiada siedem rygli. Opory ryglowe znajdują się bezpośrednio w lufie. Dwie sprężyny powrotne znajdują się po obu stronach suwadła. Mechanizm spustowy z przełącznikiem rodzaju ognia umożliwia strzelanie ogniem pojedynczym i seriami.
AR-18 jest bronią zasilaną przy pomocy dwurzędowych magazynków pudełkowych o pojemności 20 lub 30 naboi. Gniazdo magazynka znajduje się w u dołu komory zamkowej. Lufa o długości 464 mm osadzona bezpośrednio w łożu, zakończona szczelinowym tłumikiem płomienia. 
Karabin wyposażony jest w kolbę, łoże i chwyt pistoletowy wykonane z tworzywa sztucznego. Przyrządy celownicze mechaniczne (muszka słupkowa i celownik przerzutowy z przeziernikiem).